# Гесслегольм (комуна)
Комуна Гесслегольм (швед. Hässleholms kommun) — адміністративно-територіальна одиниця місцевого самоврядування, що розташована в лені Сконе у південній Швеції.
Гесслегольм 84-а за величиною території комуна Швеції. Адміністративний центр комуни — місто Гесслегольм.

## Населення
Населення становить 50 157 чоловік (станом на вересень 2012 року).
| Кількість населення комуни Гесслегольм за 1970-2010 роки | Кількість населення комуни Гесслегольм за 1970-2010 роки | Кількість населення комуни Гесслегольм за 1970-2010 роки | Кількість населення комуни Гесслегольм за 1970-2010 роки | Кількість населення комуни Гесслегольм за 1970-2010 роки |
| -------------------------------------------------------- | -------------------------------------------------------- | -------------------------------------------------------- | -------------------------------------------------------- | -------------------------------------------------------- |
| Рік                                                      |                                                          |                                                          | Населення                                                |                                                          |
| 1970                                                     | 1970                                                     |                                                          | 46 602                                                   | 46 602                                                   |
| 1975                                                     | 1975                                                     |                                                          | 48 339                                                   | 48 339                                                   |
| 1980                                                     | 1980                                                     |                                                          | 48 854                                                   | 48 854                                                   |
| 1985                                                     | 1985                                                     |                                                          | 48 446                                                   | 48 446                                                   |
| 1990                                                     | 1990                                                     |                                                          | 49 106                                                   | 49 106                                                   |
| 1995                                                     | 1995                                                     |                                                          | 49 790                                                   | 49 790                                                   |
| 2000                                                     | 2000                                                     |                                                          | 48 580                                                   | 48 580                                                   |
| 2005                                                     | 2005                                                     |                                                          | 49 148                                                   | 49 148                                                   |
| 2010                                                     | 2010                                                     |                                                          | 50 107                                                   | 50 107                                                   |
| Джерело: SCB                                             |                                                          |                                                          |                                                          |                                                          |

## Населені пункти
Комуні підпорядковано 16 міських поселень (tätort) та низка сільських, більші з яких:
- Гесслегольм (Hässleholm)
- Тирінґе (Tyringe)
- Вінслев (Vinslöv)
- Б'єрнум (Bjärnum)
- Сесдала (Sösdala)
- Віттше (Vittsjö)
- Гестведа (Hästveda)

## Міста побратими
Комуна підтримує побратимські контакти з такими муніципалітетами:
- Нюкебінг (Зеландія), Данія
- Дарлово, Польща
- Екернферде, Німеччина

## Галерея

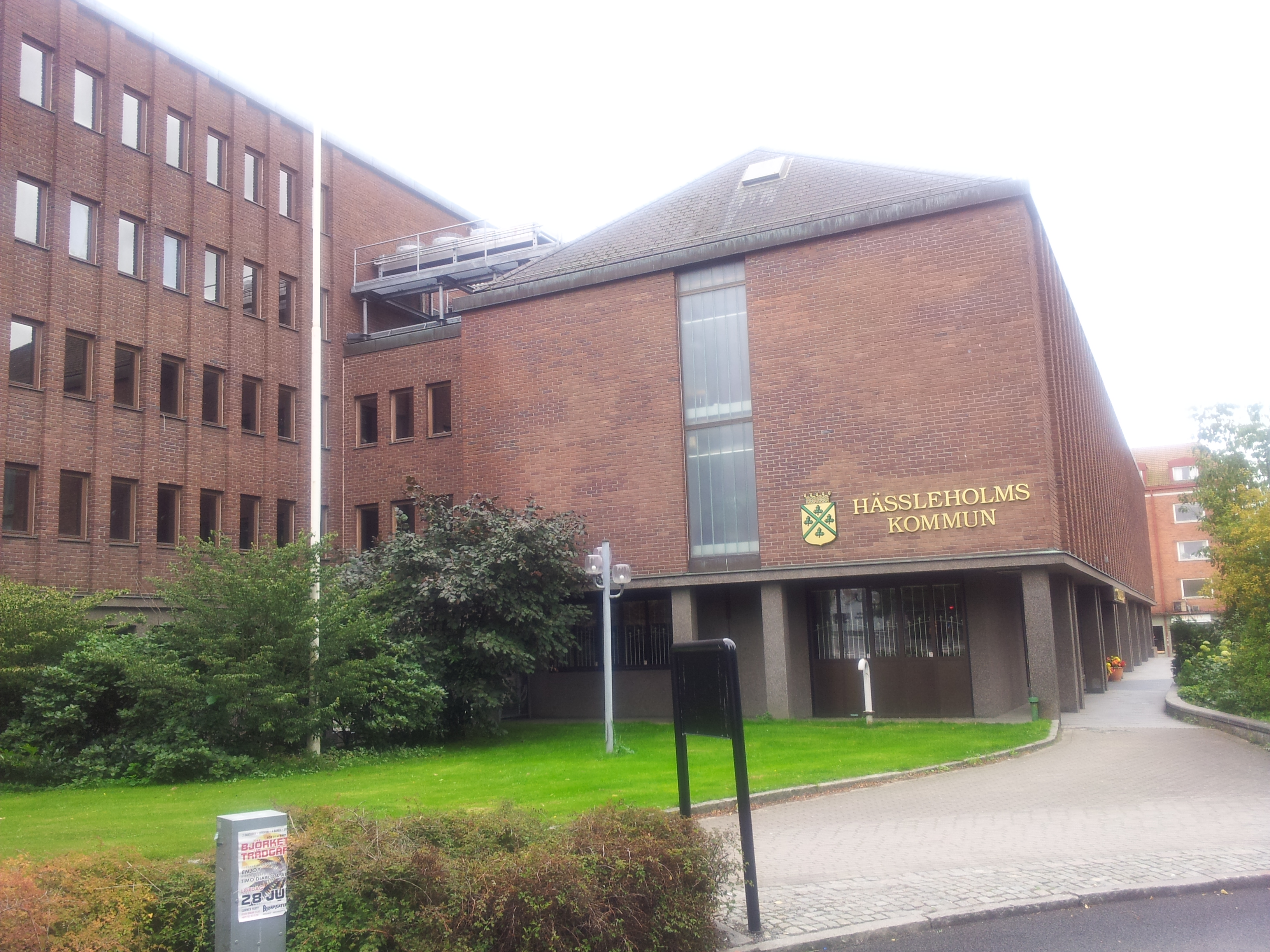
Управа комуни (Гесслегольм)
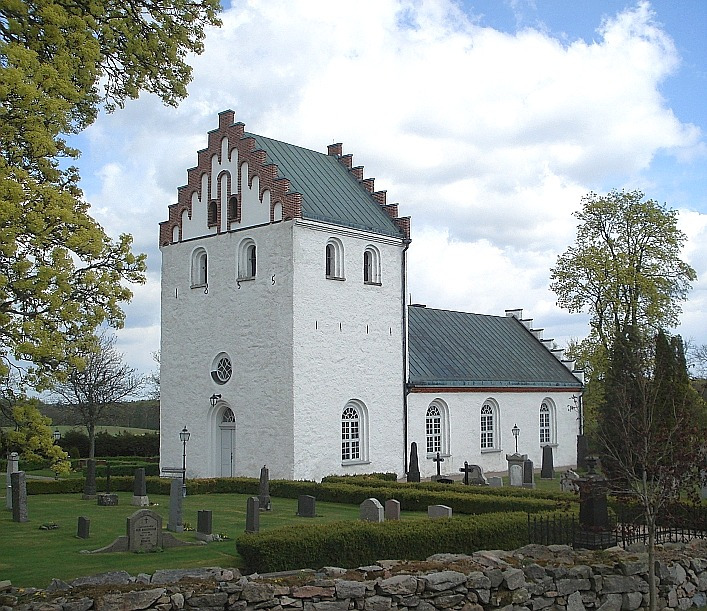
Церква (Невлінґе)
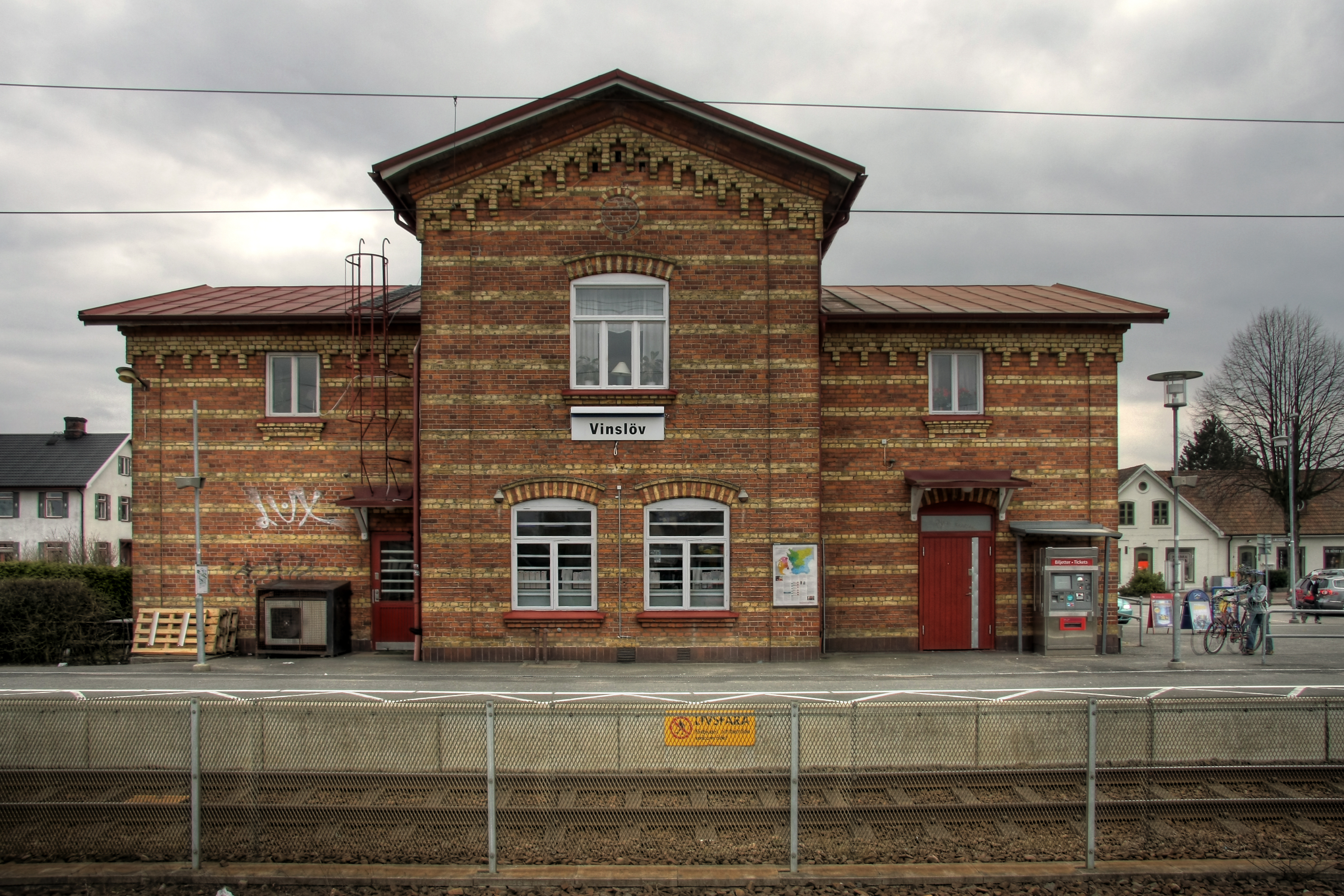
Залізнична станція Вінслев
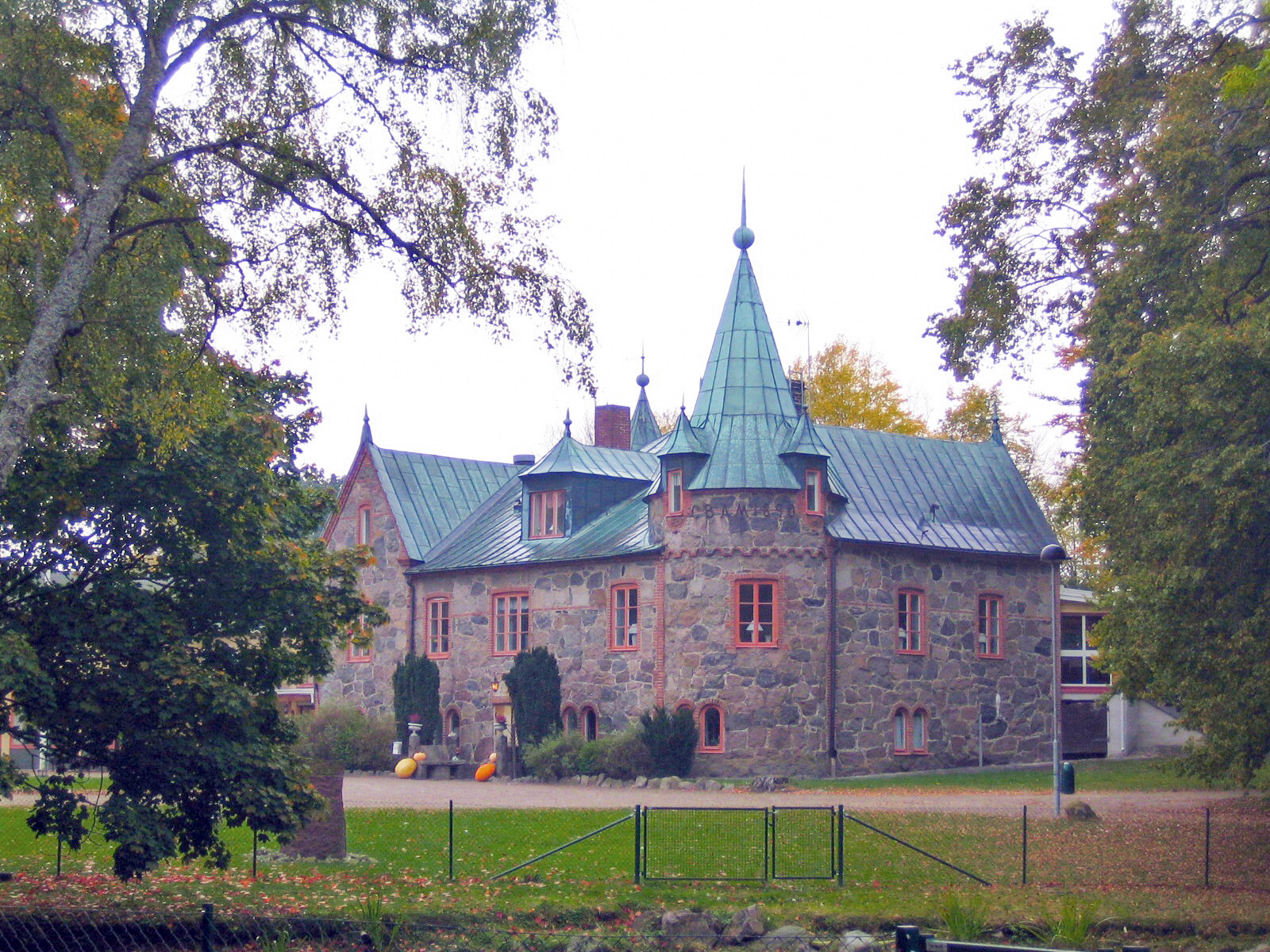
Замок Ваннаред